# Hasvik
Hasvik es un municipio en la provincia de Finnmark, Noruega. Según el censo de 2015 contaba con 1041 habitantes.
Está ubicado en el extremo oeste de la isla Sørøya. La mayoría de las personas, habitan en una serie de asentamientos a lo largo de la costa oeste; Breivikbotn y Hasvik son los principales.
Hasvik tiene un aeropuerto con viajes regulares a Tromsø y Hammerfest, también hay un ferry que cada dos horas transita a Øksfjord, facilitando el acceso en automóvil.
La población está en calidad de declinación, debido a los problemas dentro de la industria pesquera.